# Jan Otčenášek
Jan Otčenášek (Prága, 1924. november 19. – Prága, 1979. február 24.) cseh regény- és drámaíró.

## Élete
Otčenášek a prágai Žižkov kerületben született. Apja asztalos volt. A kereskedelmi iskolát 1943-ban végezte el, rövid ideig Németországban dolgozott, majd az Avia Motors gyárban helyezkedett el.
A háború után Otčenášek bekapcsolódott a Předvoj (előőrs) nevű kommunista csoportba, amely akkoriban illegális volt. Később belépett a kommunista pártba, és esztétikát tanult a Károly Egyetemen, bár családi problémák miatt abba kellett hagynia. 1947-től 1951-ig a Vegyipari és Kohászati Szövetség exporttisztviselőjeként dolgozott. Ezt követően a Csehszlovák Írók Szövetségének titkárságán helyezkedett el.
1960-ban úgy döntött, hogy szabadúszó író lesz. 1973-tól a Barrandov Studio forgatókönyvírója volt. Húsz évig együtt élt Libuše Švormová színésznővel.
Prágában halt meg, tüdőrákban.

## Művei
A Kulhavý Orfeus félig önéletrajzi ihletésű leírás a németek által a Totaleinsatz során lőszeripari munkásokként mozgósított fiatalok egy csoportjának ellenállásáról. Legnépszerűbb művéből (Romeo, Julie a tma), amely egy fiatal párról szól a náci megszállás idején, Reinhard Heydrich meggyilkolása után, 1960-ban film is készült, Jiří Weiss rendezésében, Ivan Mistrík, Daniela Smutná és Jiřina Šejbalová főszereplésével. 1963-ban Kirill Molcsanov szovjet zeneszerző operát készített belőle.

### Magyarul megjelent
- Rómeó, Júlia és a sötétség (Romeo, Julie a tma) – Szépirodalmi, Budapest, 1962 · Fordította: Bóné András
- Brych polgártárs (Obcan Brych) – Slovenské Vydavatel'stvo Krásnej Literatúry, Pozsony, 1963 · Fordította: Tóth Tibor
- Rómeó, Júlia és a sötétség (Romeo, Julie a tma) – Európa, Budapest, 1975 · ISBN 9630701928 · Fordította: Zádor Margit
- Naplemente Rómeóval és Júliával : lírai komédia (Romeo a Julie na konci listopadu) – LITA, Bratislava, 1982 · ISBN 9630701928 · Fordította: Miklósi Péter
- Esőverte éden (Kdyz v ráji prselo) – Európa, Budapest, 1988 · ISBN 963074712X · Fordította: Polák Imre

## Fordítás
- Ez a szócikk részben vagy egészben  a   Jan Otčenášek című angol Wikipédia-szócikk fordításán alapul.  Az eredeti cikk szerkesztőit annak laptörténete sorolja fel. Ez a jelzés csupán a megfogalmazás eredetét és a szerzői jogokat jelzi, nem szolgál a cikkben szereplő információk forrásmegjelöléseként.